# Средний Утяк
Средний Утяк — река в России, протекает в Курганской области. Устье реки находится в 692 км по правому берегу реки Тобол у д. Шкодинское. Длина реки составляет 29 км.

## Данные водного реестра
По данным государственного водного реестра России относится к Иртышскому бассейновому округу, водохозяйственный участок реки — Тобол от города Курган до впадения реки Исеть, речной подбассейн реки — Тобол. Речной бассейн реки — Иртыш.
Код объекта в государственном водном реестре — 14010500412111200002340.

## Населённые пункты

### Варгашинский район
- д. Пестерево
- с. Сычево
- д. Уфина

### город Курган
- микрорайон Шепотково

### Кетовский район
- п. Залесовский
- п. Зеленый Лог
- д. Шкодинское